# NGC 3473
NGC 3473 (również PGC 32978 lub UGC 6052) – galaktyka spiralna z poprzeczką (SBb), znajdująca się w gwiazdozbiorze Lwa. Odkrył ją William Herschel 21 marca 1784 roku.